# Gonomyia (Gonomyia) subappendiculata
Gonomyia (Gonomyia) subappendiculata is een tweevleugelige uit de familie steltmuggen (Limoniidae). De soort komt voor in het Neotropisch gebied.